# Dancepop
Dancepop is popmuziek met dance-invloeden. Het muziekgenre combineert de beats van dancemuziek met de structuur en catchy melodieën van pop. Het ontstond eind jaren 70 uit de post-disco en werd in de jaren 80 vooral gepopulariseerd door het producerstrio Stock Aitken Waterman. In de jaren 2000 werd de dancepop in de hitlijsten grotendeels overschaduwd door r&b, maar sinds 2008 kent het genre een revival door zangeressen als Lady Gaga en Katy Perry, en tienerpopsterren als Miley Cyrus en Selena Gomez. Later werden artiesten als David Guetta, LMFAO en The Black Eyed Peas er erg succesvol mee. Medio jaren 2010 nam de populariteit van het genre iets af, mede door het uiteenspatten van de "EDM"-bubbel in Amerika en de opkomst van trap, maar niettemin blijft het een van de overheersende genres in de hitlijsten.

## Artiesten

### Jaren 80 en 90
- Madonna
- Michael Jackson
- Rick Astley
- Kylie Minogue
- Bananarama
- Dead or Alive
- Mel & Kim
- Samantha Fox
- Paula Abdul
- Cher
- Janet Jackson
- Londonbeat
- Ace of Base
- Spice Girls
- New Kids on the Block
- Backstreet Boys
- *NSYNC
- Aaron Carter
- Britney Spears
- Jennifer Lopez
- Aqua
- Steps
- Toy-Box
- Vengaboys

### Jaren 2000 en 2010
- Britney Spears
- Janet Jackson
- Christina Aguilera
- Kylie Minogue
- Lady Gaga
- Katy Perry
- Madonna
- Rihanna
- Justin Timberlake
- Jennifer Lopez
- Justin Bieber
- Selena Gomez & the Scene
- Miley Cyrus
- Ke$ha
- Taio Cruz
- David Guetta
- Bob Sinclar
- Martin Solveig
- Calvin Harris
- Cascada
- Pitbull
- LMFAO
- The Black Eyed Peas
- Momoiro Clover Z
- Big Time Rush
- One Direction
- The Chainsmokers
- Dua Lipa
- Marshmello
- Alan Walker
- Jonas Blue
- Kygo
- Clean Bandit
- Billie Eilish